# Sonam Tobgye
Lyonpo Sonam Tobgye (n. 15 de noviembre de 1949) es un político butanés. 

## Trayectoria
Entre 1991 y 2009 prestó servicio como presidente de la Suprema Corte de Bután, mientras que ocupó el cargo de presidente de la Corte Suprema de Bután desde 2010 hasta 2014. A su vez, en 2011 accedió al puesto de presidente de la Asociación Sudasiática para la Cooperación Regional en Derecho, el cual ostentó hasta el 2014.
Su servicio público duró 43 años, comenzando como maestro de familia del III Druk Gyalpo ("Rey Dragón") Jigme Dorji Wangchuck y terminando en el retiro por mandato constitucional a la edad de 65 años.
Fue el líder del gobierno interino, entre las administraciones de Jigme Thinley y Tshering Tobgay, entre el 28 de abril al 27 de julio de 2013, como Asesor Principal del gobierno.

## Honores

### Honores butaneses
- Bután:
  -  Real Kabney Roja (1974).[6]
  -  Real Kabney Naranja (1991).
  -  Miembro de la Orden del Poder del Dragón Trueno (17 de diciembre de 2008).

### Honores extranjeros
- Francia:
  -  Medalla de honor a los servicios judiciales.[2]